# Ондар, Сергей Октяевич
Сергей Октяевич Ондар  (род. 28 апреля 1960) — доктор биологических наук, профессор, Заслуженный деятель науки Республики Тыва; с 2009 по 2014 годы являлся ректором Тувинского государственного университета; член редакционного совета журнала «Новые исследования Тувы» (2009—2014); кандидат в мастера спорта по вольной борьбе.

## Трудовая деятельность
С 1984 по 1986 г.г. — ассистент кафедры биологии КГПИ
С 1986 по 1987 г.г. — стажер-преподаватель МГУ им. М. В. Ломоносова.
С 1987 по 1990 г.г. — ассистент биофака МГУ им. М. В. Ломоносова
С 1991 по 1995 г.г. — зав.кафедрой биологии КГПИ.
С 1995 по 1996 г.г. — научный сотрудник КГПИ.
С 1996 по 1997 г.г. — зав. кафедрой общей биологии ТывГУ.
С 1997 по 2000 г.г. — Председатель Государственного комитета РТ по охране окружающей среды (Госкомэкология РТ).
С 2001 по 2004 г.г. — доцент кафедры экологии и зоологии.
С 2004 по 2007 г.г. — проректор по научной работе ТывГУ.
С 2007 по 2008 г.г. — Первый заместитель министра образования и науки Республики Тыва.
С 2009 по 2014 г.г. — ректор Тывинского государственного университета
С 2014 г — профессор кафедры биологии и экологии Тувинского государственного университета

## Научная деятельность
25 марта 1991 года на заседании специализированного совета Д.053.05. при Московском государственном университете имени М. В. Ломоносова защитил кандидатскую диссертацию на тему «Мелкие млекопитающие Убсу-Нурской котловины (Тувинская АССР) и их взаимоотношения с растительностью».
В 2001 году защитил диссертацию на тему «Механизмы функционирования ультра континентальной степной экосистемы: устойчивость и динамические процессы : На примере Убсу-Нурской котловины» на соискание ученой степени доктора биологических наук.
Область научных интересов: теория биологической эволюции, эволюционная экология, медицинская экология, популяционная генетика.
Основные научные исследования С. О. Ондар посвящены вопросам организации биологических систем в эволюционном масштабе времени, исследованию и мониторингу объектов окружающей среды, анализу и оценке влияния климатических показателей на динамику популяций хозяйственно-значимых видов растений и животных Тувы, изучения роли аллохтонных и автохтонных элементов на видовом и родовом уровнях в сложении структуры флоры и фауны Тувы.
Автор более 130 публикаций в области исследований мониторинга окружающей среды, биогеохимии, генетики популяций, коадаптации и эволюции сообществ.
Под руководством Сергея Октяевича в 2017 году была защищена диссертация на соискание степени кандидата географических наук Очур-оол А. О. «Эколого-геохимическое состояние ландшафтов Хемчикской котловины (Западная Тыва)».

## Награды и звания
1. Почетная грамота Государственного комитета Российской Федерации по охране окружающей среды, 1998[13]
2. Почетная грамота Управления Росприроднадзора по Республике Тыва, 08.12.2003
3. Почетное звание «Заслуженный деятель науки Республики Тыва», 21.09.2006[1][2]
4. Почетный работник высшего профессионального образования Российской Федерации, 12.04.2010
5. Нагрудный знак «За содействие МВД», 08.07.2010
6. Знак отличника физической культуры и спорта Республики Тыва, 05.09.2010
7. Благодарность Министерства экономики Республики Тыва, 15.05.2012
8. Юбилейная медаль «80 лет БГПИ-БГУ», 27.09.2012
9. Медаль имени В. И. Вавилова, 02.05.2012[8]
10. Почетная грамота Тувинского государственного университета, 25.09.2013
11. Почетная грамота Верховного Хурала (Парламента) Республики Тыва, 25.09.2013
12. Заслуженный профессор Тувинского государственного университета, 16.10.2013
13. Почетная грамота Президиума РГО профсоюза работников народного образования и науки Российской Федерации по Республике Тыва, 10.2013
14. Юбилейная медаль «100 лет заповедной системы России», 16.02.2017.

## Научные труды
1.Ондар, Сергей Октяевич. Мелкие млекопитающие Убсу-Нурской котловины (Тувинская АССР) и их взаимоотношения с растительностью : автореферат дис. … кандидата биологических наук : 03.00.08 / МГУ им. М. В. Ломоносова. — Москва, 1991. — 18 с. 10
2.Ондар, Сергей Октяевич. Механизмы функционирования ультра континентальной степной экосистемы: устойчивость и динамические процессы : На примере Убсу-Нурской котловины : автореферат дис. … доктора биологических наук : 03.00.04 / Тувинский гос. ун-т. — Москва, 2001. — 47 с. 11
3. Ондар С. О., Путинцев Н. И., Ашак-оол А. Ч. [и др.] Проблемы устойчивости экосистем и оценка их современного состояния / С. О. Ондар, Н. И. Путинцев, А. Ч. Ашак-оол [и др.]; Отв. ред.: В. В. Бугровский; Тув. ин-т комплекс. освоения природ. ресурсов СО РАН, Тыв. гос. ун-т. — Кызыл : ТувИКОПР СО РАН, 2000. — 181 с.
4. Ондар, Сергей Октяевич. Коэволюция компонентов степных экосистем = Coevolution of components of the steppe ecosystems / С. О. Ондар; Отв. ред. и науч. консультант: И. А. Шилов; Тув. ин-т комплекс. освоения природ. ресурсов СО РАН, Тыв. гос. ун-т. — Кызыл : ТувИКОПР СО РАН, 2000. — 203 с.
5. Ондар, Сергей Октяевич. Экологические перестройки в эволюции экосистемного уровня [Текст] : монография / [Ондар С. О.] ; ФГБОУ ВПО «Тувинский гос. ун-т», ТувИКОПР СО РАН. — Кызыл : Тувинский гос. ун-т, 2015. — 317 с. ISBN 978-5-91178-111-8